# Паул ап Глиуис
Паул ап Глиуис (валл. Pawl ap Glywys; умер в 540 году) — правитель Пенихена (480—540).

## Биография
Паул — сын Глиуиса Гливисингского и Гваул верх Кередиг. После смерти отца создал одно из многочисленных княжеств. Впоследствии к нему перешли владения его братьев Мерхвина (княжество Горфинит) и Гурина (княжество Гуринит), что лежали к западу от его владений.
Паул, очень набожный человек, был патроном многих валлийских святых. Он принял у себя молодого племянника Кадока, позволив тому основать монастырь Лланкарван. Впоследствии бездетный Паул завещал Кадоку всё княжество.